# Nobody Wants This
Nobody Wants This est une série télévisée américaine créée par Erin Foster (en) diffusée le 26 septembre 2024 sur le service Netflix,.

## Synopsis
Sur la côte ouest des Etats-Unis, la rencontre entre Joanne, une podcasteuse sexo libérée, et Noah, un jeune rabbin qui vient de rompre ses fiançailles, est vue d'un mauvais œil par leurs entourages respectifs. En effet, Morgan, la sœur de Joanne, sait que Joanne a peur de s'engager et qu'une relation sérieuse pourrait mettre fin à leur carrière dans le podcast, et la famille de Noah sait que s'il s'engage avec une femme non juive, sa carrière et sa réputation en pâtiront.

## Distribution

### Acteurs principaux
- Kristen Bell (VF : Laura Préjean) : Joanne
- Adam Brody (VF : Donald Reignoux) : Noah Roklov
- Justine Lupe (VF : Noémie Orphelin) : Morgan
- Timothy Simons (VF : Thomas Roditi) : Sasha Roklov

### Acteurs récurrents
- Stephanie Faracy (en) (VF : Patricia Legrand) : Lynn
- Tovah Feldshuh (VF : Anne Deleuze) : Bina Roklov
- Paul Ben-Victor (VF : Vincent Violette) : Ilan Roklov
- Jackie Tohn (VF : Claire Morin) : Esther Roklov
- Emily Arlook (en) : Rebecca
- Sherry Cola (VF : Daria Levannier) : Ashley
- Shiloh Bearman (VF : Iris Dorge) : Miriam Roklov
- Stephen Tobolowsky (VF : Bernard Demory) : le rabbin Cohen

### Invités
- Michael Hitchcock (VF : Laurent Morteau) : Henry
- D'Arcy Carden (VF : Armelle Gallaud) : Ryann
- Ryan Hansen (VF : Romain Altché) : Kyle
- Leslie Grossman (VF : Carole Franck) : la rabbine Shira
- Leighton Meester : Abby
- Arian Moayed

## Distinctions

### Nominations
- Golden Globes 2025 : 
  - Meilleure série télévisée musicale ou comique
  - Meilleur acteur dans une série télévisée musicale ou comique pour Adam Brody
  - Meilleure actrice dans une série télévisée musicale ou comique pour Kristen Bell